# 쯔퉁현

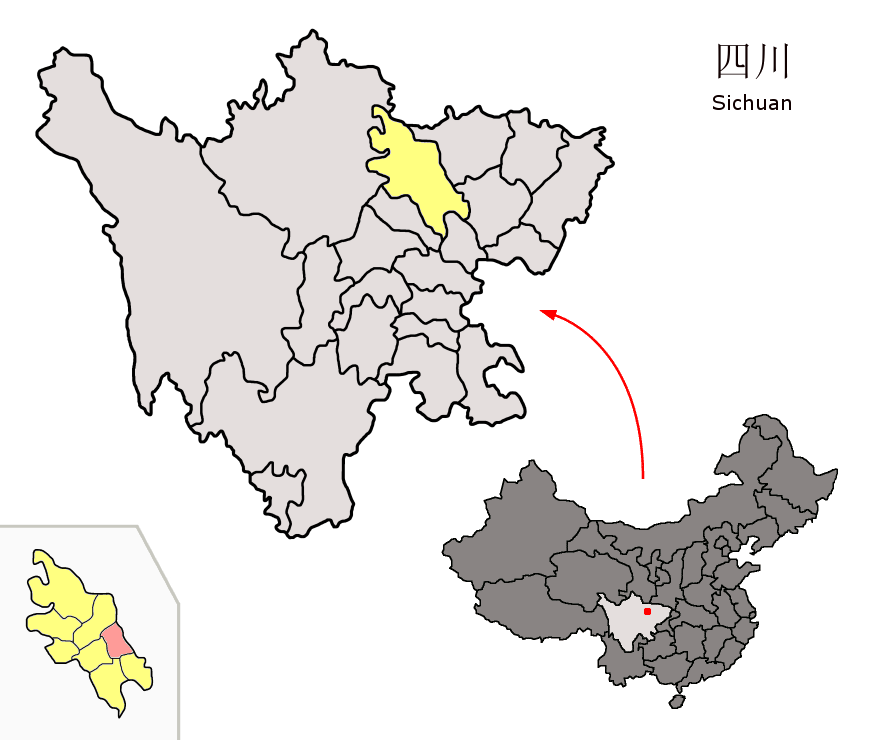
쯔퉁 현의 위치

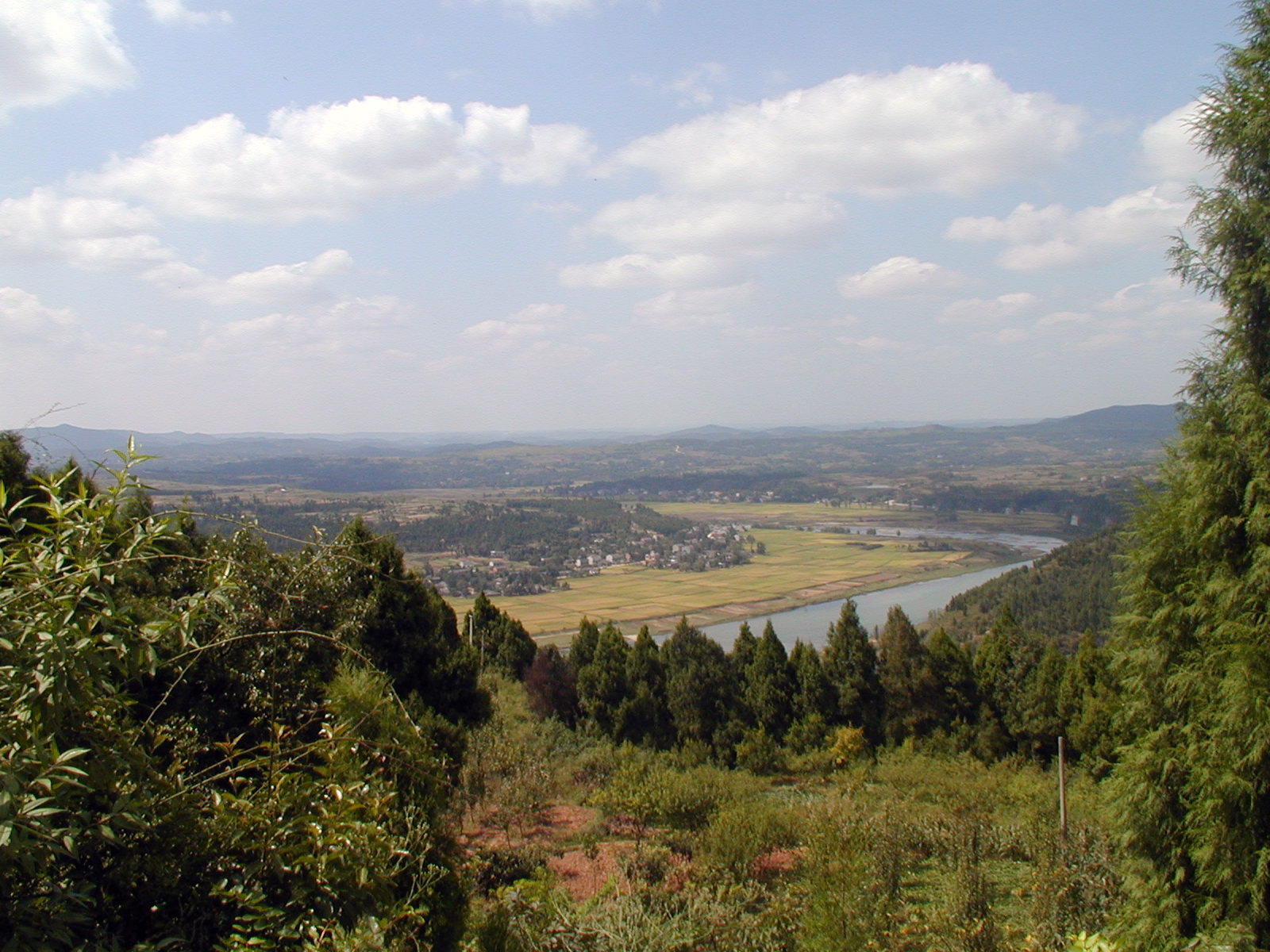
쯔퉁 현 전경

쯔퉁현(한국어: 재동현, 중국어: 梓潼县, 병음: Zǐtóng Xiàn)은 중화인민공화국 쓰촨성 몐양 시의 현급 행정 구역이다. 청두시에서 172km, 몐양 시에서 49km 정도 떨어져 있고 쓰촨 성의 경제 개발 황금선의 진주로 여겨진다. 넓이는 1438km2이고, 인구는 2007년 기준으로 380,000명이다.
쯔퉁 현은 오랜 역사와 놀라운 풍경을 가지고 있다. 진나라에 의해 기원전 285년에 처음으로 현이 설치되었다.

## 기후
연평균 기온은 16.5℃이고 연평균 강수량은 937.3mm이다.

## 행정 구역
11개 진, 21개 향을 관할한다.
- 진: 文昌镇, 长卿镇, 许州镇, 黎雅镇, 白云镇, 卧龙镇, 观义镇, 玛瑙镇, 石牛镇, 自强镇, 仁和镇.
- 향: 东石乡, 三泉乡, 宏仁乡, 小垭乡, 演武乡, 仙峰乡, 双板乡, 豢龙乡, 双峰乡, 交泰乡, 金龙场乡, 石台乡, 仙鹅乡, 马鸣乡, 马迎乡, 二洞乡, 建兴乡, 宝石乡, 定远乡, 大新乡, 文兴乡.